# Gastrimargus
Gastrimargus es un género de saltamontes perteneciente a la familia Acrididae.

## Especies
- Gastrimargus acutangulus Stål, 1873
- Gastrimargus africanus Saussure, 1888
- Gastrimargus angolensis Sjöstedt, 1928
- Gastrimargus crassicollis Saussure, 1888
- Gastrimargus determinatus Walker, 1871
- Gastrimargus drakensbergensis Ritchie, 1982
- Gastrimargus hyla Sjöstedt, 1928
- Gastrimargus immaculatus Chopard, 1957
- Gastrimargus insolens Ritchie, 1982
- Gastrimargus lombokensis Sjöstedt, 1928
- Gastrimargus marmoratus Thunberg, 1815 - especie tipo (antes Gryllus virescens Thunberg)
- Gastrimargus miombo Ritchie, 1982
- Gastrimargus mirabilis Uvarov, 1923
- Gastrimargus musicus Fabricius, 1775
- Gastrimargus nubilus Uvarov, 1925
- Gastrimargus obscurus Ritchie, 1982
- Gastrimargus ochraceus Sjöstedt, 1928
- Gastrimargus ommatidius Huang, 1981
- Gastrimargus rothschildi Bolívar, 1922
- Gastrimargus subfasciatus Haan, 1842
- Gastrimargus verticalis Saussure, 1884
- Gastrimargus wahlbergii Stål, 1873
- Gastrimargus willemsei Ritchie, 1982